# Цветаева, Мария Александровна
Мари́я Алекса́ндровна Цвета́ева (урождённая Мари́я Алекса́ндровна Мейн; 1868—1906) — вторая жена Ивана Владимировича Цветаева, мать Марины Цветаевой и Анастасии Цветаевой.

## Биография
Отец Марии Александровны — Александр Данилович Мейн (1836—1899) — прибалтийский немец. Мать — Мария Лукинична Бернацкая (1840—1868) — происходила из польского аристократического рода; умерла через 3 недели после рождения дочери.
Мария получила прекрасное домашнее образование, училась музыке и живописи. Была одарённой пианисткой, мечтала выступать с концертами, однако отец запретил ей делать карьеру профессионального музыканта. Музыке, по свидетельству Анастасии Цветаевой, она училась у Н. А. Муромцевой, любимой ученицы Н. Г. Рубинштейна, живописи — у художника Клодта. Марина Цветаева в одном из писем 1914 года написала: «Упоение музыкой, громадный талант (такой игры на рояле и гитаре, вероятно, я уже не услышу!), способность к языкам, блестящая память, великолепный слог, стихи на русском и немецком языках, занятия живописью».
В 1891 году вышла замуж за Ивана Владимировича Цветаева, став его второй женой. Долгие годы была его ближайшей помощницей в деле создания Московского музея изящных искусств:

Ближайшим сотрудником моего отца была моя мать. Она вела всю его обширную иностранную переписку и, часто, заочным красноречием своим, какой-то особой грацией шутки или лести (с французом), строкой из поэта (с англичанином), каким-нибудь вопросом о детях и саде (с немцем) — той человеческой нотой в деловом письме, личной в официальном, иногда же просто удачным словесным оборотом сразу добивалась того, чего бы только с трудом и совсем иначе добился мой отец. Главной же тайной её успеха были, конечно, не словесные обороты, которые есть только слуги, а тот сердечный жар, без которого словесный дар — ничто. И, говоря о её помощи отцу, я прежде всего говорю о неослабности её духовного участия, чуде женской причастности вхождения во все и выхождения из всего — победителем. Помогать музею было прежде всего духовно помогать отцу: верить в него, верить в него, а когда нужно, и за него.— Марина Цветаева. Отец и его Музей : очерк.
В 1902 году когда у Марии Александровны был обнаружен туберкулёз, семья уехала для её лечения за границу, в Италию.
В 1905 году Цветаевы вернулись в Россию, жили в Крыму, в Ялте.
Летом 1906 года, в Тарусе, Мария Александровна умерла. Похоронена в Москве на Ваганьковском кладбище (14 уч.).